# مارک اسمیت (بازیکن فوتبال، زاده اکتبر ۱۹۶۱)
مارک اسمیت (انگلیسی: Mark Smith؛ زادهٔ ۱۰ اکتبر ۱۹۶۱) بازیکن فوتبال اهل بریتانیا است.
از باشگاه‌هایی که در آن بازی کرده‌است می‌توان به باشگاه فوتبال وستهام یونایتد اشاره کرد.